# Földrajzi koordináta-rendszer

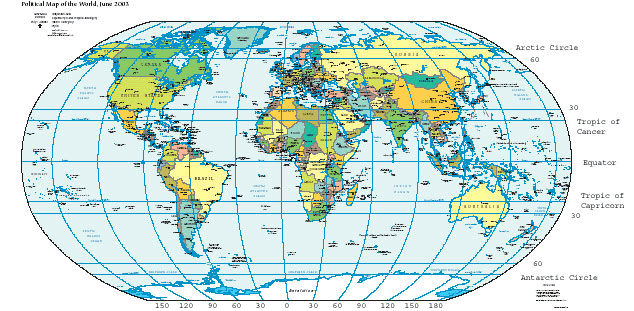
A Föld térképe Eckert VI. vetületben, ami a szélességi (vízszintesen) és hosszúsági (függőlegesen) köröket jól mutatja; nagyméretű fájlverzió letöltése (PDF, 1,8 MB)

A Föld felszínén minden pont helye egyértelműen meghatározható a földrajzi koordináta-rendszer két koordinátájával.

## Első és második dimenzió: a földrajzi szélesség és hosszúság
A gömb felületén valamely P pont a φ földrajzi szélességével és a λ földrajzi hosszúságával adható meg. Az ókori babiloniaktól származó, majd a görög gondolkodó és földrajztudós, Ptolemaiosz által kiterjesztett elképzelés szerint a teljes kör 360 fokra (360°) osztható fel. Ez alapján alkotható meg a földrajzban használt speciális gömbi koordináta-rendszer.

### Földrajzi szélesség
(φ): A P pont szélességét úgy kapjuk, hogy összekötjük a Föld középpontjával, és az így kapott egyenes és az Egyenlítő síkja által bezárt szög adja a szélességet. Megállapodás alapján északi irányba pozitív, déli irányba negatív az érték előjele.
Az azonos szélességű pontok alkotta vonal a szélességi kör. A szélességi körök síkjai párhuzamosak egymással és az Egyenlítővel. Az Egyenlítő (φ=0) a leghosszabb szélességi kör, a szélességi körök a pólusok felé rövidülnek. A pólusok a 90 foknál találhatók: Északi-sark: +90°; Déli-sark: -90°.

### Földrajzi hosszúság
(λ): egy pont meridiánsíkjának a kezdőmeridián síkjával bezárt, (megállapodás szerint keleti irányban pozitív, nyugati irányban negatív) szöge. A pont meridiánsíkja az a sík, ami tartalmazza a két pólust és a pontot.
Az azonos hosszúságú pontok alkotta görbe a meridián, vagy más néven hosszúsági kör. A kezdő meridián (λ=0) a Föld felszínén önkényesen kijelölt ponton, a greenwichi obszervatóriumon (Royal Observatory, Greenwich) halad keresztül. Az antimeridián a kezdő meridiántól 180°-ra van egyaránt keletre és nyugatra. A szélességi körökkel ellentétben a meridiánok azonos hosszúságúak és nem párhuzamosak: mindegyik áthalad az északi és a déli póluson.

Földrajzi koordináta-rendszer a gömbön

### Idealisztikus koordináta-rendszer
E két szög megadásával a Földön bármely hely horizontális pozíciója leírható. A szögek pozitív és negatív irányait gyakran jelölik az angol égtájak kezdőbetűivel is (N, S, E, W).
A Lánchíd középpontja például Budapesten az északi szélesség 47,498970 fok és keleti hosszúság 19,043604 foknál, azaz az északi szélesség 47 fok 29 perc 56,29 másodperc és keleti hosszúság 19 fok 2 perc 36,97 másodpercnél található. (é. sz. 47° 29′ 56″, k. h. 19° 02′ 37″47.498969°N 19.043603°E)
A szélességi és hosszúsági körök összessége az általános fokhálózat. Létezik keresztirányú (transzverzális) fokhálózat is, a fokhálózat 90°-kal való elfordításával, azaz ahol a pólusok a vízszintes Egyenlítőn vannak, melynek alapja szintén a gömbfelületi koordináta-rendszer.
Hagyományosan a szögek feloszthatók fokokra (°), percekre (') és másodpercekre ("). Azonban a szögeknek létezik számos más megadási formátuma is, mindegyiknél szélességi – hosszúsági sorrendben.
Például:
- DM (Degree:Minute) Fok:Perc (49:30.0-123:30.0)
- DMS (Degree:Minute:Second) Fok:Perc:Másodperc (49:30:00-123:30:00)
- DD (Decimal Degree) Tizedes fok (49.5000-123.5000), általában 4 tizedes jegyig

Az átváltás DM-ről vagy DMS-ről DD-re, Tizedes fok = fokok egész száma + percek száma osztva 60-nal + másodpercek száma osztva 3600-zal. Jelenleg a fokok tizedes osztása a legáltalánosabban elfogadott szabvány.
Az Egyenlítő nyilvánvalóan ennek a földrajzi koordináta-rendszernek fontos részét képezi, mert nullpontját reprezentálja a szélességi szögnek és félúton van a pólusok között. Az Egyenlítő az alapsíkja ennek a földrajzi koordináta-rendszernek. Minden gömbi koordináta-rendszernél definiálni kell hasonló alapsíkot.

### Realisztikus koordináta-rendszer
A tényleges szélességi és hosszúsági koordináta értékek megadása a vonatkozó forgásiellipszoid-modell (az. ún. geodéziai dátum) megadásával vagy az adatoknak egy ismert dátumhoz való hozzárendelésével lehetséges. (Ilyen például a WGS84 vonatkoztatási rendszer, a Földet globálisan közelítő ellipszoid-modell. A WGS84 modellben a Föld sugara az Egyenlítőnél 6 378 137 m, a pólusoknál pedig 6 356 752 m a lapultsága pedig 1/298,257 223 563.) Amennyiben a geodéziai dátum definiálva van, a földrajzi koordináták ezen alapfelületen értelmezettek. Más szavakkal, a Föld felszínén ugyanahhoz az egzakt ponthoz eltérő szélességi és hosszúsági értékek tartoznak a választott alapfelület függvényében.
A térinformatikai (GIS-) szoftverekben a vetített szélességi/hosszúsági adatok különböző, a WGS84-től eltérő alapfelületű földrajzi koordináta-rendszerekben is megadhatók és egyik rendszerből a másikba konvertálhatók. Például lehet az adatok szélességi/hosszúsági vonatkoztatási rendszere az „1983-as észak-amerikai dátum”, amit „GCS_North_American_1983” vagy leggyakrabban NAD83 jelöl. A Magyarországon polgári célokra, az EOV-hez használt geodéziai dátum a HD72 („Hungarian Datum 1972”).

## Harmadik dimenzió: magasság vagy mélység
A Föld felszíne alatt vagy a Föld felszíne fölötti pozícióhoz meg kell adni a magasságot is. A magasság megadja a kérdéses pont függőleges távolságát egy meghatározott ponthoz, vagy egy adott felszínhez képest. Elfogadott viszonyítási definíciót adnak a mért adatok, ilyen az átlagos tengerszint, vagy a geoidhoz viszonyított magasság. A Föld középpontjától mért távolság egy célszerű koordináta mind a nagyon mély, mind az űrben levő pozícióhoz.

## A geostacionárius műholdak koordinátáinak megadása
A geostacionárius műholdak (például a televíziós műsorszóró műholdak) az Egyenlítő fölött vannak. Így helyzetük a Földhöz képest hosszúsági fokokban kifejezhető, mert szélességi koordinátáik nem változnak, hiszen annak értéke jó közelítéssel nulla.

## Geocentrikus polárkoordináták
A gömbi modellnél használható a hely Föld középpontjától való távolsága harmadik koordinátaként, ami így egy (φ,λ,r) koordinátákkal meghatározott polárkoordináta-rendszert definiál. Ebben az esetben a közepes földsugár (R) bevezetésével a h (gömb feletti) magasságra vonatkozóan felírhatjuk: r = R+h. A gömb feletti magasság a szokásosan használt magasságnak csak közelítése, a pontatlanságát a közepes földsugár átlagos volta,
valamint az a körülmény okozza, hogy az ellipszoid normálisa a legtöbb helyen nem illeszkedik a koordináta-rendszer középpontjára. A földsugárnál lényegesen nagyobb távolságokra a közelítés hibája kezd elhanyagolhatóvá válni.

## A Föld alakja és a földrajzi koordináták

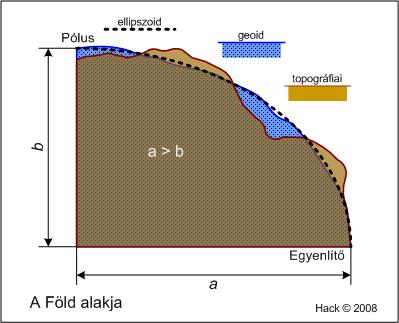

A Föld alakja szabálytalan, de jól közelíthető egy kissé lapult forgási ellipszoiddal. Ettől a hegyek és a tengeri mélységek miatt néhány kilométernyit eltér. A legnagyobb eltérés nem éri el a 20 km-t (Csomolungma +8848 méter, Mariana-árok -10 994 méter), ami a Föld átmérőjének nem egészen 0,2%-a, ezért a forgási ellipszoid még a felszíni egyenetlenségeket figyelembe véve is jó közelítés. A felszín kiegyenlítésére használják a térképezésnél a vetítési felületet, amire első lépésben a felszíni pontokat vetítik. Ez a vetítési felület – a térképezés alapfelülete – lehet különböző az igények szerint. A vetítési sík definíciója befolyásolja egy adott tereppont földrajzi koordinátájának értékét.
a. – A fizikai (topográfiai) alak a tényleges felszín.
b. – A Föld matematikai alakjának tekintett geoid a nehézségi erő azon nívófelülete, amely a világóceánok közepes tengerszintjével egybeesik. Ez a definíció meghatározza a geoidfelszín lefutását a szárazulatok alatt is.
c. – Gyakorlati célokra a geoidot különféleképpen jól közelítő forgási ellipszoidok használatosak, mivel az ellipszoid matematikailag jól kezelhető felület. A szélességet és hosszúságot ekkor a választott alapfelületi ellipszoidon mérjük. A geoid és az választott alapfelület közötti eltérés a geoidunduláció, melynek mértékét méterben fejezzük ki. Globálisan illeszkedő ellipszoid esetén ez a Föld nagy részére általában kisebb, mint 60 m, néhány helyen meghaladhatja a 100 métert.
d. – Gyakran elegendő pontosságot szolgáltat a gömbi közelítés, amelynek sugara a modell célja szerint választható: egyenlítői sugár (R=a), sarki sugár (R=b) vagy bármilyen köztes érték.
A Föld szabálytalan alakja és a vetítési felszínek kiválasztásának nehézségei miatt a pontos térképezéshez egy-egy kisebb területen önálló, csak e kisebb egységre érvényes alapfelületeket alkalmaznak.

## Geodéziai koordináták

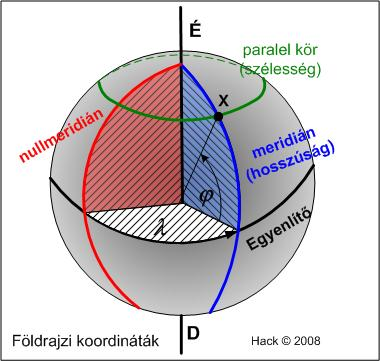

A gömbi és elliptikus közelítésben az ekvatoriális koordinátákat használják:
1. A Föld forgástengelye jelöli ki a koordináta-rendszer pólusait.
2. A délkörök (hosszúsági körök, meridiánok) a két pólust összekötő felületi görbék, félkörök.
3. A greenwichi délkör nemzetközi megállapodás tárgya.
4. Az Egyenlítő síkja a két pólust összekötő szakaszt merőlegesen felezi.
5. A földrajzi szélesség az alapfelület normálisának az Egyenlítő síkjával bezárt szöge.

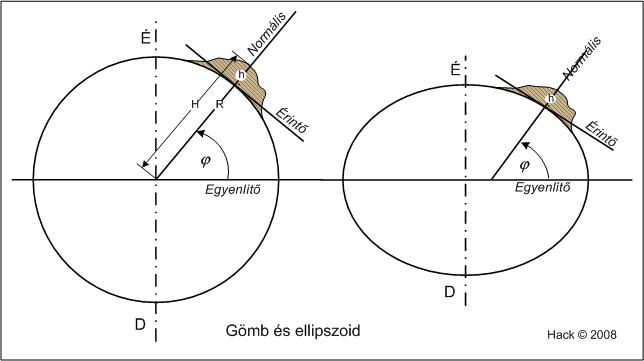

6. A szögeket fok-perc-másodperc (DMS=Degree-Minute-Second) egységben, vagy újabban a tizedfokokban (DD = Decimal Degrees) adják meg.
7. A hagyományos [φ;λ], azaz (szélesség;hosszúság) sorrendben adják meg a koordinátákat. Szélesség: 0°.. ±90°; hosszúság: 0°.. ±180°.
8. Az előjelezés helyett az égtájakkal jelölik az irányokat. Szélesség: (+)→ Észak, (-)→ Dél; Hosszúság: (+)→ Kelet, (-)→ Nyugat.
9. A magassági adatokat a referenciafelülethez viszonyítják (tengerszint feletti magasság).

## A földrajzi koordináta-rendszer története
Egy földrajzi hely szélességgel és hosszúsággal történő meghatározását, illetve az elnevezéseket már Hipparkosz (i. e. 190–125) is használta geográfiai munkájában. Ptolemaiosz (i. sz. 2. sz.) Almageszt című munkájában közel 8000 település, sziget, tájékozódási pontkoordinátáit adta meg.
Elsőként Dikaiarkhosz (i. e. 3. sz.) rajzolt térképére skálázott tengelykeresztet.

## A hosszúsági fok meghatározása
A földrajzi hely meghatározásában különböző, egyre fejlettebb műszerek feltalálásáig a Nap állásának megfigyelése segítette a hajósokat és a korai csillagászokat. A földrajzi szélességre délben a Nap delelési, legnagyobb magassága alapján következtethetünk – az egyenlítőhöz közeledve egyre magasabban van délben a Nap.
A hosszúsági fok meghatározása jóval nehezebb. Azt kell tudnunk, hogy a Föld forgásának következtében a referencia hosszúsági körhöz (pl. a 0.) képest mennyivel később delel a Nap ott, ahol vagyunk. Ha rendelkezünk egy órával, ami mutatja pl. a greenwichi időt, azt délben összehasonlíthatjuk a Nap delelése szerint mikor van a mi helyzetünkben dél. Ahány perc vagy óra a különbség a greenwichi 12:00-hoz képest deleléskor, annyival vagyunk a hosszúság körben keleti vagy nyugati irányban. Pontos eredményhez strapabíró időmérő eszközökre van szükség, ennek tengeri kivitelezésében a 18. században az angol John Harrison volt úttörő.